# The Dust Which Is God
The Dust Which Is God – autobiograficzny poemat amerykańskiego poety Williama Rose’a Benéta (brata Stephena Vincenta Benéta), opublikowany w 1941. Za ten zbiorek autor otrzymał w 1942 Nagrodę Pulitzera.